# Kvalifikace na Mistrovství Evropy ve fotbale 2000 – skupina 8
Zápasy této kvalifikační skupiny na Mistrovství Evropy ve fotbale 2000 se konaly v letech 1998 a 1999. Z pěti účastníků si postup na závěrečný turnaj zajistil vítěz skupiny. Druhý tým skupiny hrál buď baráž, nebo postoupil také přímo (pokud byl nejlepší v žebříčku týmů na druhých místech).

## Tabulka
| Tým        | B  | Z | V | R | P | VG | IG | +/- |
| ---------- | -- | - | - | - | - | -- | -- | --- |
| Jugoslávie | 17 | 8 | 5 | 2 | 1 | 18 | 8  | +10 |
| Irsko      | 16 | 8 | 5 | 1 | 2 | 14 | 6  | +8  |
| Chorvatsko | 15 | 8 | 4 | 3 | 1 | 13 | 9  | +4  |
| Makedonie  | 8  | 8 | 2 | 2 | 4 | 13 | 14 | -1  |
| Malta      | 0  | 8 | 0 | 0 | 8 | 6  | 27 | -21 |

## Zápasy
| 5. září 1998                  |       |            |                                                                          |
| Irsko                         | 2 – 0 | Chorvatsko | Lansdowne Road, Dublin diváci: 34,000 rozhodčí: Vítor Melo Pereira (POR) |
| Irwin 2' (pen.) Roy Keane 16' |       |            | Lansdowne Road, Dublin diváci: 34,000 rozhodčí: Vítor Melo Pereira (POR) |

| 6. září 1998                     |       |       |                                                                    |
| Makedonie                        | 4 – 0 | Malta | Gradski Stadion, Skopje diváci: 8,000 rozhodčí: Jan Wegereef (NED) |
| Božinov 20', 47' Šakiri 70', 76' |       |       | Gradski Stadion, Skopje diváci: 8,000 rozhodčí: Jan Wegereef (NED) |

| 10. října 1998  |       |                                       |                                                                                  |
| Malta           | 1 – 4 | Chorvatsko                            | Ta' Qali National Stadium, Ta' Qali diváci: 5,170 rozhodčí: Bohdan Benedik (SVK) |
| Suda 29' (pen.) |       | Šimić 54' Vugrinec 67', 74' Šuker 82' | Ta' Qali National Stadium, Ta' Qali diváci: 5,170 rozhodčí: Bohdan Benedik (SVK) |

| 14. října 1998           |       |                        |                                                                         |
| Chorvatsko               | 3 – 2 | Makedonie              | Stadion Maksimir, Záhřeb diváci: 8,541 rozhodčí: Nikolai Levnikov (RUS) |
| Šuker 16' Boban 45', 70' |       | Ćirić 2' Šainovski 55' | Stadion Maksimir, Záhřeb diváci: 8,541 rozhodčí: Nikolai Levnikov (RUS) |

| 14. října 1998                                          |       |       |                                                                       |
| Irsko                                                   | 5 – 0 | Malta | Lansdowne Road, Dublin diváci: 34,500 rozhodčí: Roy Helge Olsen (NOR) |
| Robbie Keane 17', 19' Roy Keane 54' Quinn 62' Breen 82' |       |       | Lansdowne Road, Dublin diváci: 34,500 rozhodčí: Roy Helge Olsen (NOR) |

| 18. listopadu 1998 |       |                                |                                                                                  |
| Malta              | 1 – 2 | Makedonie                      | Ta' Qali National Stadium, Ta' Qali diváci: 4,671 rozhodčí: Sergei Shmolik (BLR) |
| Sixsmith 69'       |       | Nikolovski 49' Zaharievski 63' | Ta' Qali National Stadium, Ta' Qali diváci: 4,671 rozhodčí: Sergei Shmolik (BLR) |

| 18. listopadu 1998 |       |       |                                                                                     |
| Jugoslávie         | 1 – 0 | Irsko | Stadion FK Crvena zvezda, Bělehrad diváci: 28,250 rozhodčí: Karl-Erik Nilsson (SWE) |
| Mijatović 64'      |       |       | Stadion FK Crvena zvezda, Bělehrad diváci: 28,250 rozhodčí: Karl-Erik Nilsson (SWE) |

| 10. února 1999 |       |                              |                                                                                   |
| Malta          | 0 – 3 | Jugoslávie                   | Ta' Qali National Stadium, Ta' Qali diváci: 5,167 rozhodčí: Pascal Garibian (FRA) |
|                |       | Nađ 22', 55' Milošević 90+1' | Ta' Qali National Stadium, Ta' Qali diváci: 5,167 rozhodčí: Pascal Garibian (FRA) |

| 5. června 1999 |       |            |                                                                    |
| Makedonie      | 1 – 1 | Chorvatsko | Gradski Stadion, Skopje diváci: 10,000 rozhodčí: Hugh Dallas (SCO) |
| Hristov 80'    |       | Šuker 20'  | Gradski Stadion, Skopje diváci: 10,000 rozhodčí: Hugh Dallas (SCO) |

| 8. června 1999                                 |       |           |                                                                   |
| Jugoslávie                                     | 4 – 1 | Malta     | Toumba Stadium, Soluň diváci: 3,000 rozhodčí: Morgan Norman (SWE) |
| Mijatović 34' Milošević 48', 74' Kovačević 74' |       | Saliba 6' | Toumba Stadium, Soluň diváci: 3,000 rozhodčí: Morgan Norman (SWE) |

| 9. června 1999 |       |           |                                                                 |
| Irsko          | 1 – 0 | Makedonie | Lansdowne Road, Dublin diváci: 28,108 rozhodčí: Urs Meier (SUI) |
| Quinn 60'      |       |           | Lansdowne Road, Dublin diváci: 28,108 rozhodčí: Urs Meier (SUI) |

| 18. srpna 1999 |       |            |                                                                                      |
| Jugoslávie     | 0 – 0 | Chorvatsko | Stadion FK Crvena zvezda, Bělehrad diváci: 48,282 rozhodčí: Kim Milton Nielsen (DEN) |
|                |       |            | Stadion FK Crvena zvezda, Bělehrad diváci: 48,282 rozhodčí: Kim Milton Nielsen (DEN) |

| 21. srpna 1999       |       |              |                                                                       |
| Chorvatsko           | 2 – 1 | Malta        | Stadion Maksimir, Záhřeb diváci: 20,000 rozhodčí: Atanas Uzunov (BUL) |
| Stanić 34' Soldo 55' |       | Carabott 60' | Stadion Maksimir, Záhřeb diváci: 20,000 rozhodčí: Atanas Uzunov (BUL) |

| 1. září 1999                 |       |               |                                                                         |
| Irsko                        | 2 – 1 | Jugoslávie    | Lansdowne Road, Dublin diváci: 31,400 rozhodčí: Pierluigi Collina (ITA) |
| Robbie Keane 54' Kennedy 69' |       | Stanković 60' | Lansdowne Road, Dublin diváci: 31,400 rozhodčí: Pierluigi Collina (ITA) |

| 4. září 1999 |       |       |                                                                          |
| Chorvatsko   | 1 – 0 | Irsko | Stadion Maksimir, Záhřeb diváci: 30,000 rozhodčí: Manuel Díaz Vega (ESP) |
| Šuker 90+1'  |       |       | Stadion Maksimir, Záhřeb diváci: 30,000 rozhodčí: Manuel Díaz Vega (ESP) |

| 5. září 1999                     |       |                  |                                                                   |
| Jugoslávie                       | 3 – 1 | Makedonie        | Stadion JNA, Bělehrad diváci: 22,000 rozhodčí: Anders Frisk (SWE) |
| Stojković 37', 54' Savićević 77' |       | Ćirić 64' (pen.) | Stadion JNA, Bělehrad diváci: 22,000 rozhodčí: Anders Frisk (SWE) |

| 8. září 1999         |       |                                                           |                                                                     |
| Makedonie            | 2 – 4 | Jugoslávie                                                | Gradski Stadion, Skopje diváci: 18,000 rozhodčí: Ľuboš Micheľ (SVK) |
| Šakiri 60' Ćirić 90' |       | Milošević 1' Babunski 4' (vl.) Stanković 14' Drulović 38' | Gradski Stadion, Skopje diváci: 18,000 rozhodčí: Ľuboš Micheľ (SVK) |

| 8. září 1999                 |       |                                  |                                                                                   |
| Malta                        | 2 – 3 | Irsko                            | Ta' Qali National Stadium, Ta' Qali diváci: 8,122 rozhodčí: Sorin Corpodean (ROU) |
| Said 61' Carabott 68' (pen.) |       | Keane 13' Breen 20' Staunton 72' | Ta' Qali National Stadium, Ta' Qali diváci: 8,122 rozhodčí: Sorin Corpodean (ROU) |

| 9. října 1999         |       |                             |                                                                      |
| Chorvatsko            | 2 – 2 | Jugoslávie                  | Stadion Maksimir, Záhřeb diváci: 38,743 rozhodčí: José Encinar (ESP) |
| Bokšić 20' Stanić 47' |       | Mijatović 26' Stanković 31' | Stadion Maksimir, Záhřeb diváci: 38,743 rozhodčí: José Encinar (ESP) |

| 9. října 1999  |       |           |                                                                            |
| Makedonie      | 1 – 1 | Irsko     | Gradski Stadion, Skopje diváci: 6,000 rozhodčí: Juan Fernández Marín (ESP) |
| Stavrevski 90' |       | Quinn 18' | Gradski Stadion, Skopje diváci: 6,000 rozhodčí: Juan Fernández Marín (ESP) |